# Paradarisa hedelaria
Paradarisa hedelaria är en fjärilsart som beskrevs av George Francis Hampson 1895. Paradarisa hedelaria ingår i släktet Paradarisa och familjen mätare. Inga underarter finns listade i Catalogue of Life.